# Neogaya simplex
Neogaya simplex — вид квіткових рослин з родини окружкових (Apiaceae). Росте у великій частині Євразії.

## Середовище
Зростає на кам'янистих і трав'янистих схилах, на зарослих скелях і щебенях в субальпійському і альпійському ярусах. Потребує вологих, нейтральних або кислих, невапнякових, багатих гумусом, кам’янистих або суглинистих ґрунтів.

## Біоморфологічний опис
Багаторічна рослина 10–30 см заввишки. Стебло пряме, голе, рифлене. Листки переважно прикореневі, довгочерешкові, 2–3× перисто-складні, видовжено-трикутні в обрисі, 3–6 × 2–5 см, листочки лінійно-ланцетні, загострені. Віночок білий або рожевий. Плоди широкоеліпсоподібні, 3–5 мм завдовжки, крилато-кутасті, бічні ребра зближені. Цвіте з червня по серпень.